# SlideShare
SlideShare es un sitio web 2.0 de espacio web de dispositivos que ofrece a los usuarios la posibilidad de subir y compartir en público o en privado ; documentos en Adobe PDF (.pdf), Microsoft Word (.doc,.docx y.rtf) y OpenOffice (.odt) y la mayoría de documentos de texto sin formato (.txt), e incluso algunos formatos de audio y vídeo.
Originalmente el sitio web estaba destinado para los empleados del ámbito empresarial con la intención de que compartieran con más facilidad diapositivas entre ellos, pero luego el público objetivo se amplió para convertirse también en un entretenimiento.

## Historia
SlideShare fue lanzado el 4 de octubre de 2006. Este sitio web se considera similar a YouTube, pero de uso orientado a las presentaciones de series de diapositivas. El 4 de mayo de 2012 fue adquirida por LinkedIn.
En agosto de 2015 como muestra del compromiso de LinkedIn de apostar por una mayor integración con SlideShare se produjo un rebranding pasándose a llamar LinkedIn SlideShare, con la intención de tratar de profesionalizar y evolucionar la web.
Como muestra de esta nueva estrategia de profesionalización e integración de LinkedIn con SlideShare van a ir presentando una seria de aplicaciones y mejoras de su sitio web, que comprenderán desde la nueva herramienta Clipping hasta opciones para una mejor organización, formas de posicionamiento personal de los usuarios o búsqueda de expertos en categorías que interesen al propio usuario, así como otras herramientas personalizadas. 
Según la compañía tiene 70 millones de usuarios mensuales activos y un total de aproximado de 400 mil presentaciones añadidas cada mes. El contenido en el sitio web casi se ha doblado desde la unión con LinkedIn, pasando de los 10 millones en 2013 a 18 millones actualmente.
El 24 de septiembre de 2020 SlideShare forma parte de Scribd como resultado de la venta SlideShare por su anterior gestor Linkedln.
Los siguientes servicios son basados con la siguiente información:

## Servicios de SlideShare
SlideShare ha desarrollado servicios adicionales que complementan su funcionalidad:

### Zipcasts hd[6]
En febrero de 2011 SlideShare añadió una función llamada Zipcasts. Zipcasts es un sistema de conferencia a través de web social que permite a los presentadores transmitir una señal de audio / vídeo mientras se conduce la presentación a través de Internet. Zipcasts también permite a los usuarios comunicarse durante la presentación a través de una función de chat integrada.
Zipcasts no soporta compartir la pantalla con el presentador, una característica disponible en los servicios competidores de pago como WebEx y GoToMeeting. Además, los presentadores que usan Zipcasts no son capaces de controlar el flujo de la presentación, permitiendo a los espectadores navegar hacia atrás y adelante a través de las propias láminas.

### Clipping[7]
En agosto de 2015, LinkedIn SlideShare lanza Clipping, que  permite guardar diapositivas individuales de presentaciones en tu propia colección (Clipboard). Se puede utilizar como marcador, para coleccionar y organizar las diapositivas a las que quieras volver a acceder en cualquier otro momento. 

### Slidecast[8]
Permite añadir voz o música a una presentación slideshare, logrando una sincronización del archivo sonoro con las dispositivas. 
Recientemente ha incorporado la posibilidad de integrar en una presentación ya subida a SlideShare, clips de vídeo previamente publicados en YouTube.